# Шиповник многоцветковый
Шипо́вник многоцветко́вый, или ро́за многоцветко́вая (лат. Rósa multiflora) — вид листопадных растений, относящихся к роду Шиповник (лат. Rósa) семейства Розовые.
Китайское название: 野蔷薇 (Ецянвэй).

## Распространение и экология
Корея, Китай (остров Тайвань), Япония.
Встречается в кустарниковых зарослях, на склонах, по долинам рек, на высотах 300—2000 метров над уровнем моря.

## Естественные разновидности
- Rosa multiflora var. cathayensis Rehder & E.H. Wilson — лепестки розовые, цветки до 4 см в диаметре.
- Rosa multiflora var. multiflora — лепестки белые, цветы 1.5—2 см в диаметре.

Растения этого вида из Тайваня обычно называются Rosa multiflora var. formosana Cardot 1916, но этот таксон, скорее всего, является одной из естественных вариаций var. multiflora. Две другие формы, выращиваемые в Китае, вероятно, являются естественными мутациями:
- var. alboplena T.T. Yü & T.C. Ku 1981 — цветки белые, махровые.
- var. carnea Thory 1821 — цветки розовые, махровые[2].

## Описание
Диплоид.

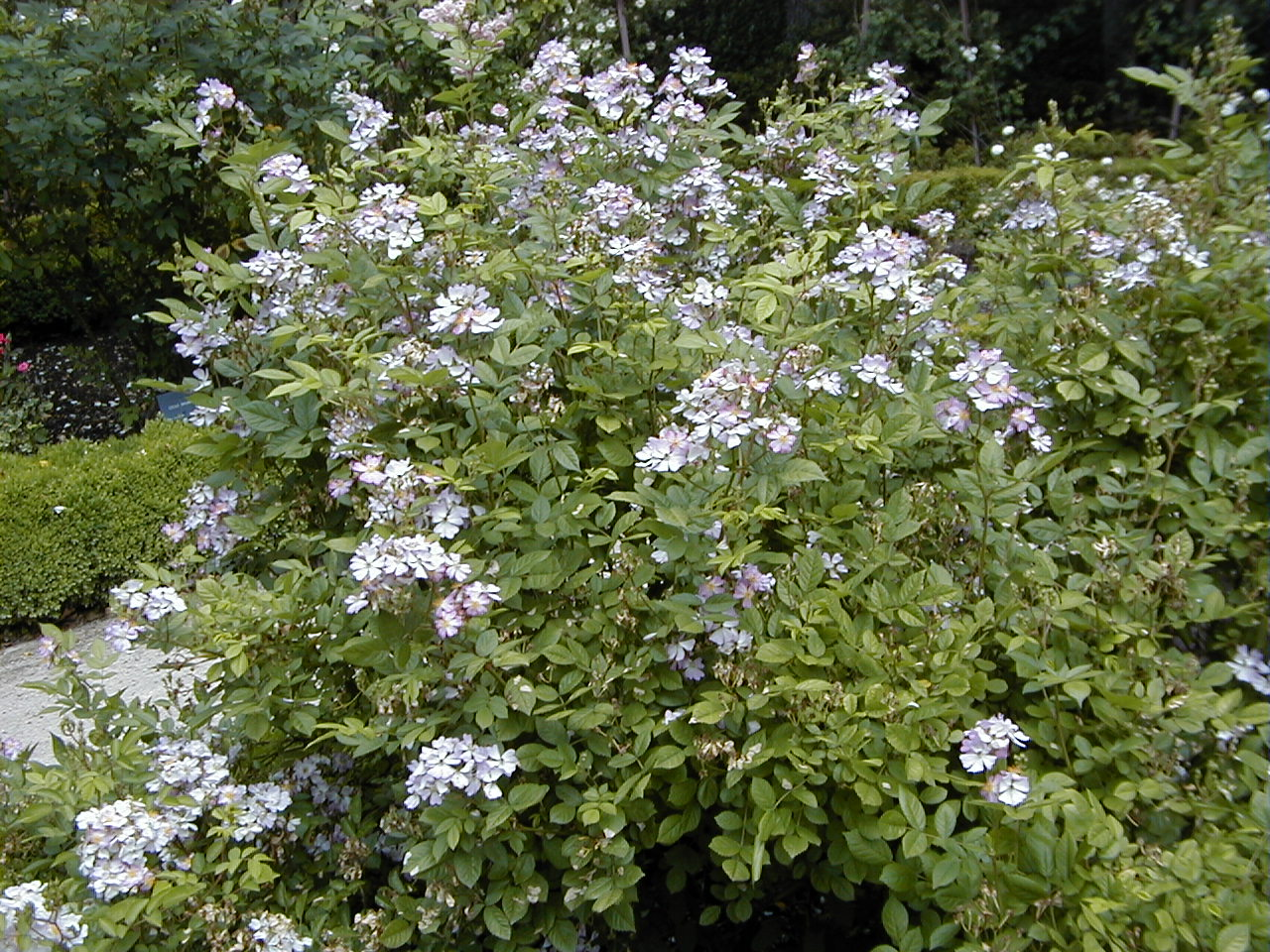
Общий вид растения

Кустарник с длинными лазающими ветвями.
Побеги длинные (до 3 метров), кора коричневая или красновато-зеленая; молодые побеги слабоволосистые.
Шипы парные, крючковидно изогнутые, до 6 мм.
Листья длиной 4,5—10 см с 5—7 эллиптическими или обратнояйцевидными листочками, длиной 2-3 см, зубчатыми, сверху голыми, снизу опушенными, чаще без желёзок. Прилистники узкие с глубокими надрезами.
Соцветия пирамидально-метельчатые, многоцветковые.
Цветки 1,5—2 см в диаметре без запаха или со слабым ароматом корицы.
Лепестки белые или розовые, узкие; чашелистики короткие, остроконечные, с 1—3 боковыми перьями, отклоняющиеся при плодах книзу и рано опадающие.
Цветоножки опушённые, иногда с щетинками, длиной 0,5—1,5 см.
Плоды эллиптические, гладкие, тёмно-красные, около 1 см в диаметре. Орешки светло-коричневые, не опушённые, мелкие, треугольной формы, с одной стороны выпуклые, с другой прямые, на выпуклой стороне имеется четыре грани, поверхность шероховатая.
Цветёт в начале лета, в течение 30 дней. Наиболее обильное цветение наблюдается у растений, растущих на солнечных местах.

## В культуре

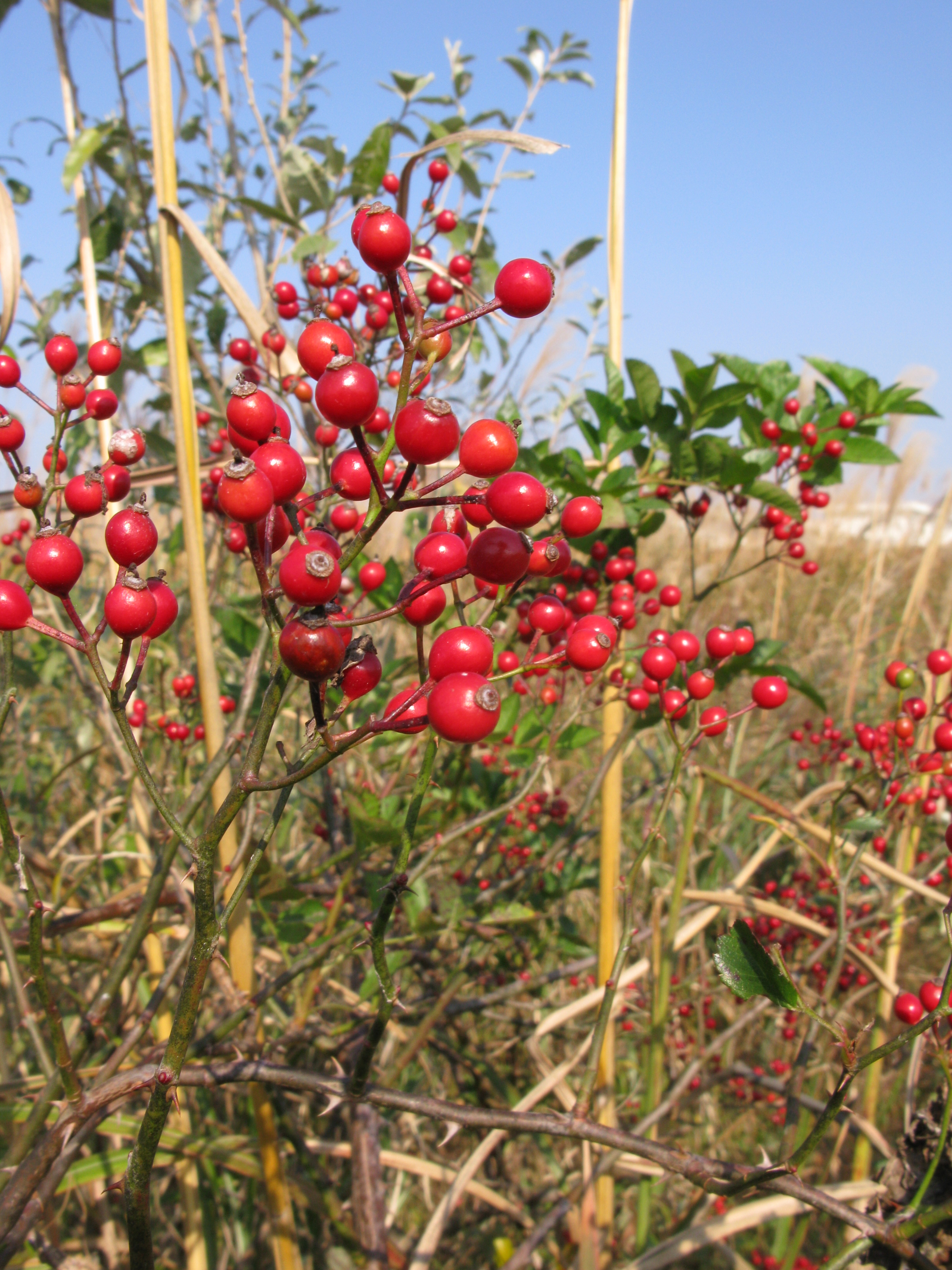
Плоды

Выращивается как декоративное растение, а также используется в качестве подвоя для привитых роз декоративных сортов.
Как декоративное растение шиповник многоцветковый в 1868 году интродуцирован в СССР в Европейской части, Крыму и на Кавказе, Средней Азии и на Дальнем Востоке.
В ГБС с 1952 года выращивается 7 экземпляров. В 43 года высота 1,4 м, длина плети до 280 см. Вегетирует с середины апреля до октября. Темп роста высокий. Цветет в июне-июле. Плодоносит с 4 лет, плоды созревают в ноябре. Зимостойкость низкая. Всхожесть семян 47 %. Укореняется 4 % черенков при обработке фитоном.
Шиповник многоцветковый светолюбив, к почвам не требователен. В период цветения и осенью растения отличаются высокой декоративностью.
Зоны морозостойкости (USDA-зоны): от 4b (−28.9 °C… −31.7 °C) до более тёплых.